# Vintjärnen (Vilhelmina socken, Lappland)
Vintjärnen är en sjö i Vilhelmina kommun i Lappland och ingår i Lögdeälvens huvudavrinningsområde.